# Cédric Lyard
Cédric Vincent Simon Lyard  (Grenoble 22 januari 1972) is een Frans ruiter gespecialiseerd in Eventing. Lyard won op de Wereldruiterspelen 2002 de zilveren medaille in de landenwedstrijd. Twee jaar later won hij met de Franse ploeg na de diskwalificatie van de Duitse Bettina Hoy de gouden medaille in de gouden medaille in de landenwedstrijd eventing.

## Resultaten
- Wereldruiterspelen 2002 in Jerez de la Frontera uitgevallen individueel eventing met Merveille
- Wereldruiterspelen 2002 in Jerez de la Frontera  landenwedstrijd eventing met Merveille
- Olympische Zomerspelen 2004 in Athene uitgevallen individueel eventing met Fine Merveille
- Olympische Zomerspelen 2004 in Athene  landenwedstrijd eventing met Fine Merveille
- Wereldruiterspelen 2014 in Normandië 30e individueel eventing met Cadeau de Roi

1912: Nordlander, Adlercreutz, Casparsson,  Horn af Åminne ·
1920: Mörner, Lundström, von Braun,  Dyrsch ·
1924: Van der Voort van Zijp, Pahud de Mortanges, De Kruijff,  Colenbrander ·
1928: Pahud de Mortanges, De Kruijff, Van der Voort van Zijp ·
1932: Thomson, Chamberlin, Argo ·
1936: Stubbendorf, Lippert, von Wangenheim ·
1948: Henry, Anderson, Thomson ·
1952: von Blixen-Finecke, Stahre, Frölén ·
1956: Weldon, Rook, Hill ·
1960: Morgan, Lavis, Roycroft ·
1964: Checcoli, Angioni, Ravano ·
1968: Allhusen, Meade, Jones ·
1972: Meade, Gordon-Watson, Parker, Phillips ·
1976: Coffin, Plumb, Davidson, Tauskey ·
1980: Blinov, Salnikov, Volkov, Rogosjin ·
1984: Plumb, Stives, Fleischmann, Davidson ·
1988: Erhorn, Baumann, Kaspareit, Ehrenbrink ·
1992: Green, Rolton, Hoy, Ryan ·
1996: Schaeffer, Rolton, Hoy, Dutton ·
2000: Dutton, Hoy, Tinney, Ryan ·
2004: Boiteau, Lyard, Courrèges, Teulère, Touzaint ·
2008: Thomsen, Ostholt, Dibowski, Klimke, Romeike ·
2012: Auffarth, Jung, Klimke, Schrade, Thomsen ·
2016: Laghouag, Lemoine, Nicolas, Vallette ·
2020: Collett, McEwen, Townend ·
2024: Canter, Collett, McEwen